# Martha and the Vandellas
Martha and the Vandellas — вокальне тріо, створене 1963 року. Початково гурт допомагав Марвіну Ґейю, однак після видання власного альбому тріо стало одним з найвідоміших американських поп-гуртів 1970-х років та першовзірцем суто жіночого поп-колективу. Гурт творив просту танцювальну музику з елементами соулу i ритм-енд-блюзу. Група працювала з лейблом Motown. Проіснувала до 1972 року. Найбільшими хітами гурту були Heat Wave, Dancing in the Street i Nowhere to Run.
W 1995 група Martha and the Vandellas потрапила до Зали слави Рок-н-ролу.

## Дискографія
- 1963 Heat Wave
- 1963 Come and Get These Memories
- 1965 Dance Party
- 1966 Watchout!
- 1967 Martha & the Vandellas Live!
- 1968 Ridin' High
- 1969 Sugar n Spice
- 1970 Natural Resources
- 1972 Black Magic